# Marià de Rocafiguera i Ventós
Marià de Rocafiguera i Ventós (Vic, 1857 - 1928) fou un hisendat, periodista, jutge i polític integrista català.
Pertanyia a una nissaga de terratinents originaris de Sora. Era fill de Joaquim de Rocafiguera i Vila i Mercè Ventós i Mir. Durant el Sexenni Democràtic el seu pare havia estat vocal de la Junta carlina de Vic (la qual actuava també com a junta provincial de Barcelona), per la qual cosa, després de l'esclat de la Tercera Guerra Carlina, el govern en va decretar el desterrament juntament amb el d'altres carlins destacats. Durant la guerra, Joaquim de Rocafiguera fou a més membre de la Diputació de Catalunya carlina.
Marià de Rocafiguera va estudiar Dret, era propietari agrari (es trobava entre els cent propietaris més importants de Vic) i durant molts anys fou jutge municipal de Vic. Com el seu pare, va militar en el carlisme i fou director del setmanari tradicionalista El Norte Catalán, publicat a Vic del 1886 al 1915, en el qual van col·laborar, entre d'altres, Jacint de Macià, Joaquim Albanell, Jacint Verdaguer i Martí Genís i Aguilar. Polemitzà amb La Veu del Montserrat i reproduïa sovint textos dels diaris El Siglo Futuro i El Correo Catalán.
Com a director d'aquest periòdic, va enviar, amb altres directors catalans de premsa carlina com Francesc de Paula Oller, Josep de Palau i d'Huguet i Jacint de Macià, una súplica a Carles de Borbó i Àustria-Este perquè restablís la unitat dels carlins reafirmant la Unitat catòlica d'Espanya «amb totes les seves conseqüències d'efectiva coerció», tal com era aplicada pel seu avantpassat el rei Felip II. El 1888 es va separar del carlisme amb Ramón Nocedal i s'adherí al Partit Integrista.
A Vic va participar activament en la reorganització de les escoles nocturnes per a obrers que patrocinava la Joventut Catòlica i era un dels membres del Museu Episcopal. L'any 1894 va participar en una peregrinació obrera a Roma, a la tornada de la qual, el vaixell on viatjaven, el vapor Bellver, va estar a punt de naufragar per un fort temporal.
A causa dels projectes de legislació anticlericals del Partit Liberal que promovien mesures com la llibertat de culte, l'ampliació del matrimoni civil i la secularització de l'ensenyament i els cementiris, l'any 1906 els integristes i els carlins es van reconciliar per enfrontar-s'hi conjuntament. Exemplificant l'aliança, en la qual també van participar els catalanistes, Marià de Rocafiguera i el director d'El Correo Catalán, Miquel Junyent, es van fer una abraçada a Vic com ho havien fet Nocedal i Mella a Tafalla.
A la mort de Ramón Nocedal el 1907, el Partit Integrista es va reorganitzar i Rocafiguera en va esdevindre cap regional a Catalunya, càrrec que va mantindre durant gairebé dues dècades. Els integristes s'adheriren a la Solidaritat Catalana fins a la dissolució d'aquesta coalició el 1909 arran de la Setmana Tràgica. Rocafiguera també va recomanar la participació dels integristes en les eleccions municipals, afavorint amb el seu vot als «candidats que sian católichs práctichs».
A Vic el Partit Integrista, recolzat pels sectors ciutadans, civils i eclesiàstics més antiliberals, va tindre presència pública i regidors municipals. La junta local del partit, encapçalada per Rocafiguera, estava formada per Antoni Banús, Ramon Isern, Joan Vilanova, Antoni Serra i Isidor Valle.
Marià de Rocafiguera va escriure també a la Gazeta de Vich i era propietari de la Impremta de Sant Josep. Tenia el seu domicili a la Plaça Major (coneguda com de la Constitució), número 24. Durant 26 anys va escriure el «Programa del Cap de Llúpia» de la festa major de Vic, on explicava de forma satírica els fets més importants ocorreguts a la ciutat. Pertanyia al Cercle Literari vigatà.
Era germà del polític conservador Josep de Rocafiguera Ventós. Va casar amb la terrassenca Amèlia Pous, amb qui va tenir per fill Josep Maria de Rocafiguera i Pous, qui fou procurador dels tribunals a Vic. Un dels fills del darrer i net de Marià de Rocafiguera, Josep Maria Rocafiguera i Serrabou (1933-2008), va ser pare jesuita, professor del Col·legi Claver de Raimat i membre de la Penya Barça Ciutat de Lleida. Joan Rocafiguera i Serrabou ha format part del Col·legi d'Advocats de Vic.